# Герман Ернст Гроте
Герман Ернст Гроте (нім. Hermann Ernst Grothe; 10 грудня 1894, Кенігсберг — 5 квітня 1959, Берлін) — німецький воєначальник, генерал-майор вермахту. Кавалер Німецького хреста в сріблі.

## Біографія
1 жовтня 1913 року вступив в Прусську армію. Учасник Першої світової війни. 10 січня 1919 року вступив у фрайкор фон Офена. 28 березня 1920 року демобілізований і того ж дня вступив у поліцію. 15 жовтня 1935 року перейшов у вермахт і направлений у військове училище Ганновера. З 1 червня 1936 року — командир батареї 2-го хімічного батальйону, 1 березня 1938 року переведений в штаб батальйону. З 10 листопада 1938 року — командир 5-го хімічного батальйону, з 1 вересня 1940 року — штабу 1-го ракетного артилерійського полку особливого призначення, з 20 червня 1941 року — 20-го ракетного артилерійського полку, з 10 вересня 1942 року — ракетних військ 1, з 1 березня 1944 року — 1-ї ракетної артилерійської бригади, з вересня 1944 року — 1-ї народної ракетної артилерійської бригади. 9 травня 1945 року взятий в полон радянськими військами. Звільнений 7 жовтня 1955 року.

## Звання
- Однорічний доброволець (1 жовтня 1913)
- Унтерофіцер резерву (13 грудня 1914)
- Лейтенант резерву (27 листопада 1915)
- Лейтенант поліції (28 березня 1920)
- Оберлейтенант поліції (22 грудня 1921)
- Гауптман поліції (29 квітня 1927)
- Майор поліції (1 серпня 1935)
- Майор (15 жовтня 1935)
- Оберстлейтенант (1 березня 1938)
- Оберст (14 лютого 1941)
- Генерал-майор (1 березня 1945)

## Нагороди
- Залізний хрест 2-го і 1-го класу
- Королівський орден дому Гогенцоллернів, лицарський хрест з мечами (5 травня 1918)
- Нагрудний знак «За поранення» в чорному
- Почесний хрест ветерана війни з мечами
- Медаль «За вислугу років у Вермахті» 4-го, 3-го, 2-го і 1-го класу (25 років)
- Застібка до Залізного хреста 2-го і 1-го класу
- Хрест Воєнних заслуг 2-го і 1-го класу з мечами
- Медаль «За зимову кампанію на Сході 1941/42»
- Німецький хрест в сріблі